# ائرو ای.۱۸
ائرو ای. ۱۸ (به انگلیسی: Aero A.18) یک هواپیمای ساختِ آئرو ودوخودی در کشور چکسلواکی است که در سال دههٔ ۱۹۲۰ ساخته شد. نخستین استفاده‌کنندهٔ این هواپیما نیروی هوایی چک بوده‌است. این هواپیما در ۱ مارس ۱۹۲۳ میلادی نخستین پرواز خود را انجام داد.